# Acatempa
Acatempa es una localidad del estado mexicano de Guerrero. Es parte del municipio de Tixtla de Guerrero.

## Toponimia
El nombre «Acatempa» proviene de los términos en náhuatl: acatl, caña; tentli, borde; pan', encima. Su significado es «Lugar sobre las cañas».

## Demografía
| Censo | Población |
| ----- | --------- |
| 2010  | 2 008     |
| 2020  | 2 145     |